# Anopheles funestus
Anopheles funestus este o specie de țânțari din genul Anopheles, descrisă de Giles în anul 1900. Conform Catalogue of Life specia Anopheles funestus nu are subspecii cunoscute.